# Museu da Escrita do Sudoeste
O Museu da Escrita do Sudoeste localiza-se na vila de Almodôvar, Distrito de Beja, Portugal, e é dedicado à escrita cónia.

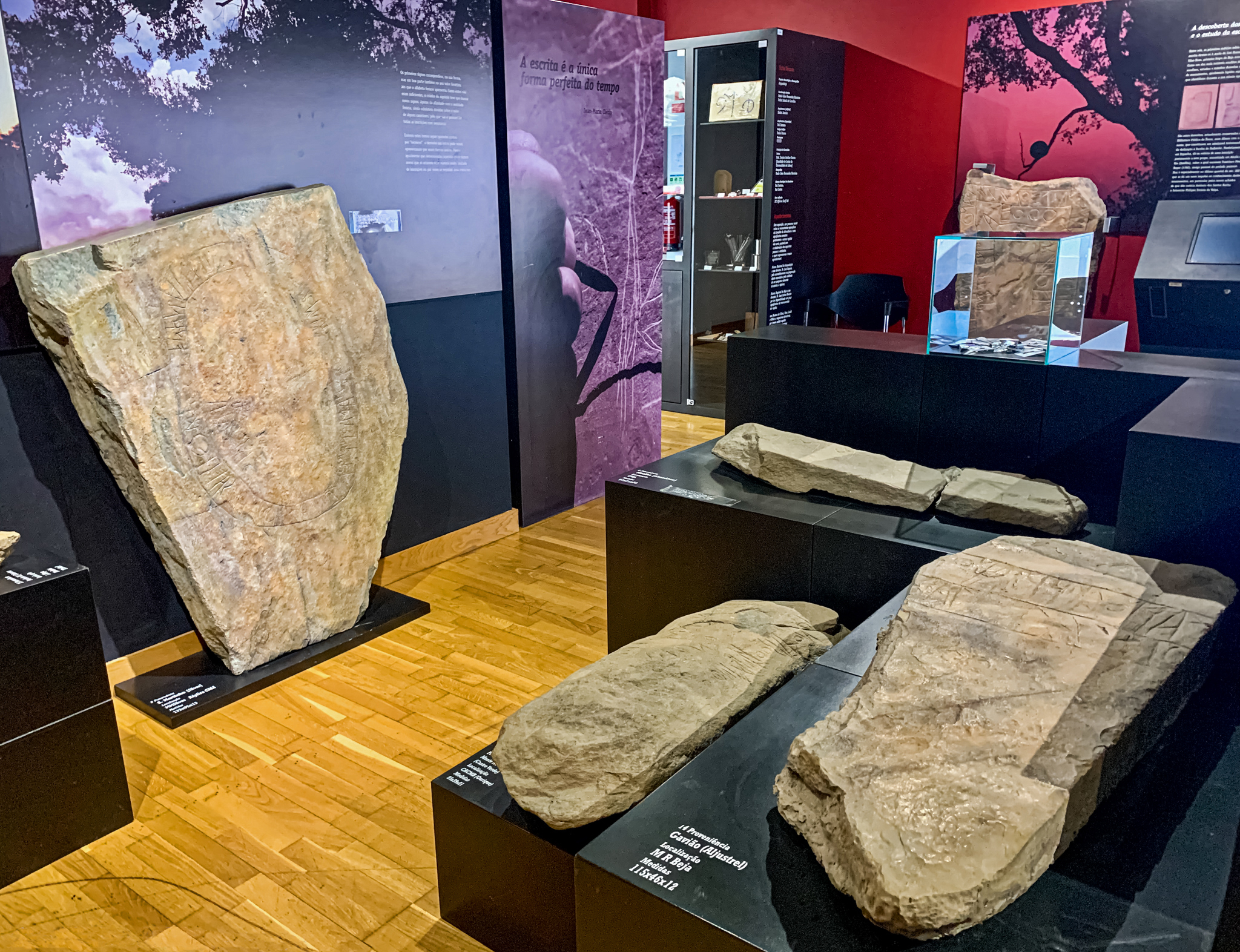
Interior do museu em 2022, vendo-se várias estelas.

## Descrição
O museu está sedeado na Rua do Relógio, no centro histórico de Almodôvar, num espaço que era anteriormente ocupado pelo Cine-Teatro municipal.
Tem como finalidade explicar a cultura e as formas de comunicação das populações que habitavam o território do Sudoeste peninsular, principalmente os tartessos, tendo estas culturas atingido o seu auge entre 1000 a 500 anos antes de Cristo, durante a Idade do Ferro. Debruça-se principalmente sobre a evolução histórica da grafia e dos conhecimentos escritos, sendo dedicado à Escrita do sudoeste, que é considerada como a mais antiga na Península Ibérica, e a primeira baseada num alfabeto. Segundo o arqueólogo Amílcar Mourão, a Escrita do Sudoeste, igualmente conhecida como Escrita Tartéssica, «é distinta das dos povos vizinhos, complexa e permanece indecifrável até à actualidade», demonstrando influência cultural por parte dos povos egípcios e fenícios.
Neste sentido, apresenta um importante conjunto de peças inscritas, composto principalmente por estelas funerárias em xisto. Uma das peças, conhecida como Estela de São Martinho, foi encontrada no sítio arqueológico de São Marcos da Serra, em Silves, tendo sido considerada pelo arqueólogo Amílcar Guerra como uma «estela notável», devido ao seu tamanho e riqueza, «com cerca de 60 signos identificados, o que permite considerá-la uma das inscrições mais extensas de escrita tartéssica». O investigador destacou igualmente a Estela da Abóbada, descoberta no sítio arqueológico de Gomes Aires, no concelho de Almodôvar, tendo-a descrito como «uma estela particularmente interessante e fora do comum por ser uma das poucas com figuras», sendo «um exemplo ilustrativo do interesse da escrita tartéssica». Além das estelas, o seu acervo inclui outras peças daquele período. O museu é considerado um dos principais ícones da arqueologia em território nacional.

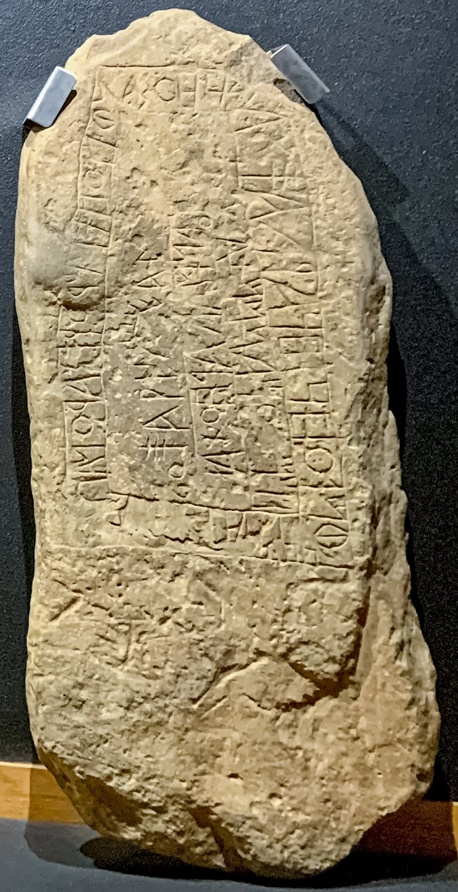
Pormenor de uma das estelas, oriunda do sítio arqueológico das Mesas do Castelinho.

## História
O museu foi organizado pela empresa de arqueologia Arqueohoje, tendo o coordenador científico, o arqueólogo Amílcar Guerra, revelado que iria «expor alguns dos mais importantes achados arqueológicos epigrafados com caracteres da Escrita do Sudoeste».
Foi oficialmente inaugurado em 19 de Outubro de 2007, com a presença da Ministra da Cultura, Isabel Pires de Lima. A cerimónia de inauguração iniciou-se com uma sessão solene no Salão Nobre do edifício dos Paços do Concelho, durante a qual discursaram o Dr. Paulo Monteiro, da empresa Arqueohoje, e o presidente da Câmara Municipal, António Sebastião, tendo sido igualmente mostrado um filme sobre a escrita do sudoeste. Inicialmente previa-se que iria contar com cerca de vinte peças, incluindo dezasseis estelas que foram encontradas no núcleo arqueológico de Almodôvar, tendo Amílcar Guerra explicado que este acervo poderia ser «variado com a exposição de outras estelas descobertas fora do núcleo de Almodôvar, que são também muito interessantes e diversificadas».
Em maio de 2015, o museu passou a expor a estela do Monte Novo do Visconde, em xisto e com menos de cem carateres gravados. Com 95 centímetros de altura, por 34 de largura e 22 de espessura, a estela do Monte Novo do Visconde foi encontrada em 1979 em Casével, na região de Castro Verde, e entregue ao arqueólogo Caetano de Mello Beirão, que depois escavou o local do achado, onde encontrou ainda os restos de uma antiga necrópole, com cerca de 2500 anos, da I Idade do Ferro no Sudoeste da península.
Em Junho de 2024, voltou à sua sede depois de ter estado temporariamente instalado no Convento de São Francisco, para a realização de trabalhos de expansão e restauro do edifício do museu.